# Piedras rúnicas sobre Italia
Las piedras rúnicas sobre Italia no llegan a media docena de piedras rúnicas varegas del siglo XI erigidas en Suecia que hablan de guerreros que murieron en Langbarðaland («Tierra de los lombardos»), calificativo que los hombres del norte daban a Italia en Nórdico antiguo. En estas piedras se menciona el Catapanato de Italia en su momento provincia del Imperio bizantino (Langobardia), pero el proyecto de la Rundata las clasifica anacronicamente como Lombardía (ver las descripciones de las piedras, abajo). 
Las piedras rúnicas están grabadas en Nórdico antiguo (estilo Futhark joven), dos de ellas se encontraron en Uppland y otras dos en Södermanland. 
Las piedras se levantaron probablemente en memoria de miembros de la guardia varega, las fuerzas de élite del Emperador bizantino, que posiblemente murieron luchando contra normandos o los sarracenos. Muchos de sus hermanos de armas se recuerdan en las 28 piedras rúnicas sobre Grecia, muchas de ellas se encuentran en la misma región de Suecia.

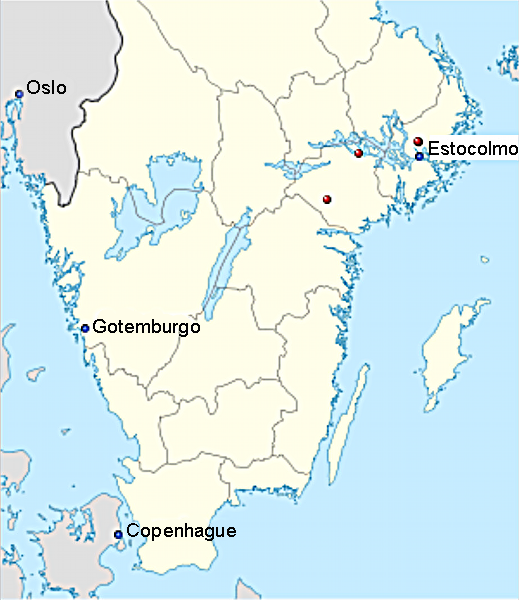
Ubicación de las piedras rúnicas sobre Italia en el sur de Suecia.

Los jóvenes que solicitaban un puesto en la guardia varega no eran recios bárbaros, como el estereotipo tradicional, en cambio eran guerreros bien preparados y expertos en armas, el tipo de soldados que el Imperio de Bizancio recibía de buen grado y quienes los mandatarios del Rus de Kiev solicitaban expresamente a Escandinavia cuando se veían amenazados.

## Interpretaciones
Johan Peringskiöld (d. 1720) consideraba que la piedra de Fittja (U 141) y la piedra de 
Djulefors (Sö 65) se refieren a la migración lombarda desde Suecia, mientras que 
Celsius (1727) las interpretaba de una manera intrínsecamente diferente: advirtió que el nombre 
Longobardia no fue aplicado a Italia hasta después de la destrucción del Reino lombardo en el año 774 y atestaba que el reino había sido conquistado por los varegos de Bizancio en los siglos XI y XII, y citó que como en la campaña de Federico I Barbarroja en Italia había presencia de muchos guerreros escandinavos, las piedras podrían referirse a los guerreros suecos que murieron durante la guerra de Barbarroja. Este punto de vista lo comparte Brocman (1762) quien considera que Holmi había muerto en el siglo XII luchando en las filas del Emperador bizantino o del Sacro Imperio Romano
Von Friesen (1913) hace hincapié que no es Lombardia en el norte de Italia, pero el Langobardia en el sur de Italia, que estaba gobernada por el Emperador bizantino durante el siglo XI. Los griegos tuvieron que entrar bastantes veces en lucha contra los normandos a mediados del siglo XI. Es posible que ese sea el motivo de encontrar a Holmi, a quien se menciona en dos piedras, en esas batallas como miembro de la guardia de élite del emperador bizantino, la guardia varega, ya que usa un nombre basado en el griego para la región.

## Las piedras rúnicas
A continuación se exponen las piedras rúnicas que mencionan Italia, organizadas por localización. Las transcripciones de las inscripciones aparecen en Nórdico antiguo oriental, dialecto sueco y danés para facilitar una comparativa con las propias inscripciones, mientras que las traducciones al castellano proceden de la traducción en lengua inglesa de Rundata cuyos nombres aparecen en el dialecto estándar, el nórdico antiguo occidental, propio de Noruega e Islandia.

## Uppland
Hay dos piedras rúnicas en Uppland que mencionan a Italia, ambas fueron erigidas por una mujer en memoria de su hijo.

### U 133
La piedra rúnica U 133 es de estilo Pr3 del genérico Urnes y grabado en granito rojo; ha sido dividida en dos partes que están empotradas en el muro exterior de la iglesia de Täby, a raíz del suelo. El fragmento más grande, que era originalmente la parte superior de la piedra, está en la muralla occidental del antiguo porche que está construido en el ala sur de la iglesia. El fragmento más pequeño se encuentra en posición invertida en el ala sur del muro del porche. Ambos fragmentos están parcialmente en el suelo lo que implica tener que desenterrar parte de la pieza para poder leer las inscripcciones en su totalidad. Johannes Bureus (1568–1652) ya conocía la primera mitad más grande y también fue pieza de estudio de Johan Peringskiöld durante la búsqueda y clasificación nacional de monumentos históricos (1667–84) y por Olof Celsius en 1727. El fragmento pequeñó no fue conocido por los investigadores hasta 1857, cuando fue documentado por Richard Dybeck, quien en principio pensaba que ambas piezas no pertenecían a una sola piedra; más tarde corrigió su interpretación en su Sverikes runurkunder (1865) donde hace una descripción de como aparecía la piedra antes de ser partida. Es muy probable que formase un monumento en conjunto con U 141 en Fittja, antes de ser trasladada a la iglesia para ser usada como material de construcción a mediados del siglo XV.
Ambas piedras U 133 y U 141 se han identificadas por von Friesen y Erik Brate como obra del maestro cantero Fot, a quien Guðlaug le encargó la piedra en memoria de su hijo Holmi que había muerto en Langbarðaland. Por otro lado Peterson (2002) identifica también a Guðlaug como la persona que encargó la piedra Sö 206 y Sö 208, mientras que Pritsak (1981) la identifica como la hija de Ónæmr que se menciona en U 328, también considera que Özurr es el padre de Holmi mencionado en U 328 y U 330.
Inscripción
En caracteres latinos:

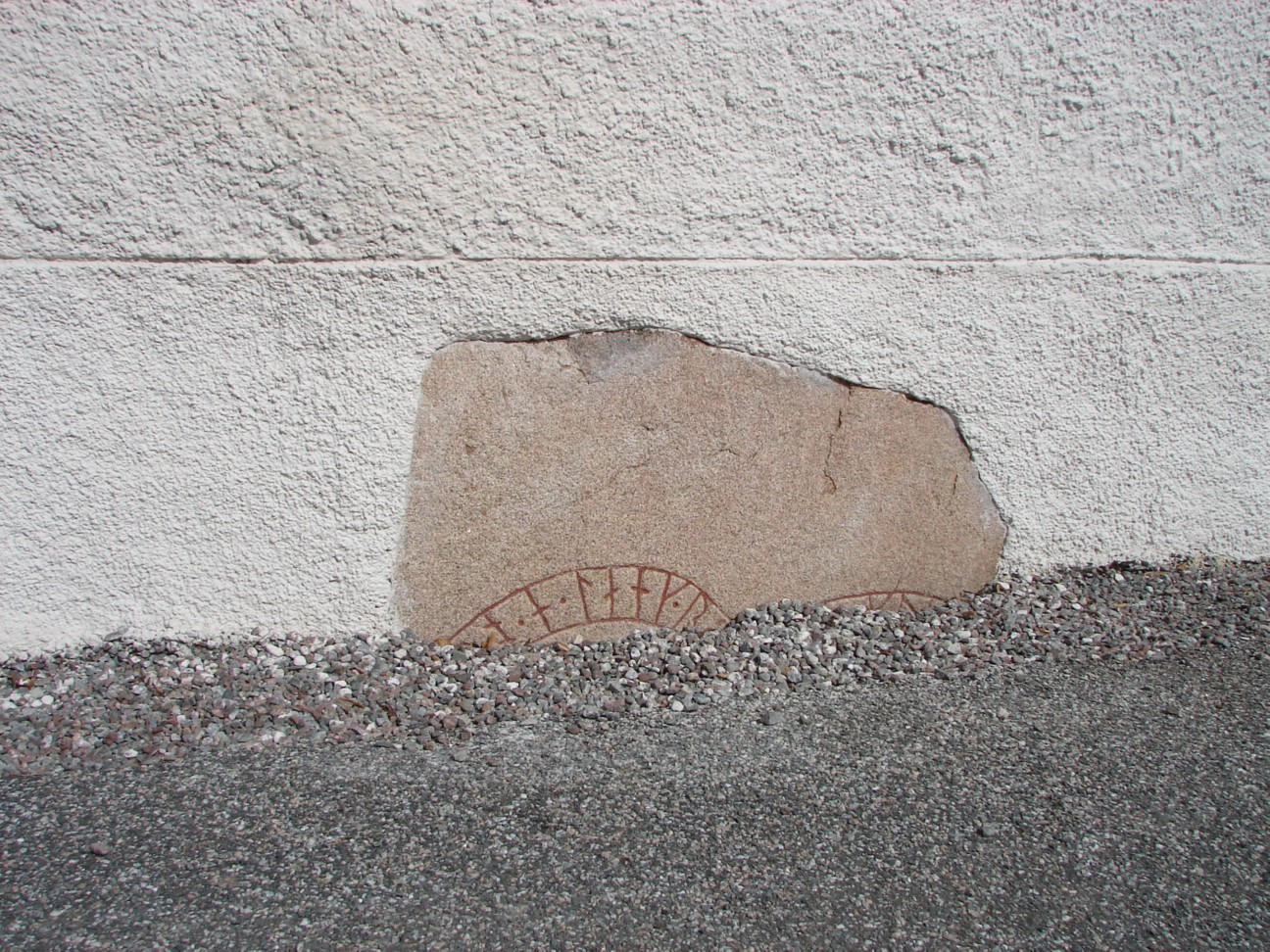
Piedra rúnica U 133, segundo fragmento

+ kuþluk * lit ... ... ... ...a × sun * sin * auk * at * sik * sialfa * han * to * a lank*barþa*l--ti *
En nórdico antiguo:
Guðlaug let [ræisa stæina at Holm]a, sun sinn, ok at sik sialfa. Hann do a Langbarðal[an]di.
En castellano:
"Guðlaug erigió estas pedras en memoria de Holmi, su hijo, y en memoria de ella misma. Él murió en Lombardía."

### U 141
La piedra rúnica U 141 formaba un monumento único junto a U 133, y fue erigida por la misma apenada madre en memoria de su hijo, documentada la primera vez por Johannes Messenius en 1611, parece que aprendió sobre las piedras rúnicas de Johannes Bureus ya que ambos deletrean Holmi anteponiendo la letra "m" a la "i". Aschaneus (1575-1641) anotó que la piedra había sido vista en Fittja cerca de Täby. Fue documentada por Peringskiöld en su Monumenta, y visitada por Celsius en 1727. No obstante, desapareció y tanto Richard Dybeck y más tarde Erik Brate la buscaron en vano. En 1933, un fragmento con las tres últimas runas de la inscripción se descubrieron durante la instalación de un equipo de calefacción en un sótano. El fragmento de granito, ha sido colocada de nuevo en los jardines de Fittja.
Inscripción
En caracteres latinos:
[kuþluk × lit * raisa * staina * at * hulma * sun * sin * han * to * a * lank*barþa*la(n)ti ×]
En nórdico antiguo:
Guðlaug let ræisa stæina at Holma, sun sinn. Hann do a Langbarðalandi.
En castellano:
"Guðlaug levantó las piedras en memoria de Holmi, su hijo. Él murió en Lombardía.

## Södermanland
Hay dos piedras que mencionan Italia en Södermanland, aunque en una de ellas solo aparece la sílaba La-, ya que se han perdido las runas siguientes, pero como la piedra menciona que el lugar estaba en algún punto de la ruta oriental, Langbarðaland es el único nombre conocido en nórdico antiguo que comienza con esas dos runas.

### Sö Fv1954;22
Piedra rúnica Sö Fv1954;22 es una piedra de granito rojo grisáceo, y se encontró partida en 11 piezas en una colina al sudoeste del pueblo de Lagnö, en 1949. Es un lugar donde antiguamente la tierra formaba parte de la ruta de navegación Eldsundet, donde una vez existió un Thing de asambleas. También existió una casa en aquel lugar y es muy probable que las piedras se usaran como material de construcción o para la chimenea. La piedra se enviaron a un instituto de conservación para su reconstrucción en Estocolmo, pero fue imposible rehacerla completamente. En 1953, Jansson visitó el lugar e intentó encontrar algún fragmento más, sumando el total a 15 trozos, pero solo 12 se pudieron ensamblar. La expresión i austrvegi ("en la ruta oriental") también aparece en las piedras rúnicas varegas Sö 34 y Sö 126 en la misma provincia, y aparecen poemas en métrica fornyrðislag. La última palabra en la inscripción, que cita donde murió la persona, se perdió parcialmente, pero Jansson (1954) cita que probavlemente sea Langbarðaland ya que empieza la palabra La-.
Inscripción
En caracteres latinos:
...i : risti : ---... ... ...in... ... sin : han : iR : entaþr : i : austruiki : ut : o : la-...
En Nórdico antiguo:
... ræisti ... ... ... ... sinn. Hann eR ændaðr i austrvegi ut a La[ngbarðalandi](?).
En castellano:
"... erigió ... ... ... ... su. Él encontró su final en la ruta oriental en el extranjero en Lombardía (?)."

### Sö 65
La piedra rúnica Sö 65 de estilo Ringerike Pr1 fue documentada en la granja Djul(e)fors durante la búsqueda nacional de monumentos históricos (1667–84), hoy se encuentra en el sureste del parque del palacio de Eriksberg. Brate & Wessén comentaron (1924–1936) que el tercio izquierdo de la piedra se había perdido y que era ancha en la base y su extremo superior. La Rundata cita que el tercio desaparecido se encontró en 1934.
Sophus Bugge cita en su Runverser que la expresión arði barði ("aradó su popa") también aparece en la gramática islandesa Third Grammatical Treatise de Óláfr Þórðarson, y en un verso de Rögnvald Brusason, jarl de las Orcadas, también hace hincapié que el epitafio está en la métrica que Snorri Sturluson llamaba hinn skammi háttr. Más aún, añade que desde que la rutina marinera jugaba un rol vital en la vida de toda la población nórdica, sería muy natural que tuvieran muchas expresiones poéticas como arði barði en común.
Inscripción
En caracteres latinos:
[inka : raisti : stain : þansi : at : ulai](f) : sin : [a...k] : han : austarla : arþi : barþi : auk : o : lakbarþilanti : [anlaþis +]
En nórdico antiguo]]:
Inga ræisti stæin þannsi at Olæif sinn ... Hann austarla arði barði ok a Langbarðalandi andaðis.
En castellano:
"Inga erigió esta piedra en memoria de Óleifr, su ... El aradó su popa hacia el Este, y encontró su final en la tierra de los Lombardos."